# Mariposa (Schiff, 1931)
Die Mariposa (II) war ein 1932 in Dienst gestelltes Passagierschiff der US-amerikanischen Matson Navigation Company für den Liniendienst im Pazifischen Ozean. Sie blieb unter diesem Namen bis 1946 im Einsatz und fuhr nach langer Liegezeit ab 1955 als Homeric für die italienische Home Lines, die sie auch für Kreuzfahrten einsetzte. 1974 wurde das Schiff nach einem Brand in Taiwan abgewrackt.

## Geschichte
Die Mariposa entstand unter der Baunummer 1440 in der zur Bethlehem Shipbuilding Corporation gehörenden Fore River Shipyard in Quincy und lief am 18. Juli 1931 vom Stapel. Nach der Ablieferung an die Matson Navigation Company im Dezember 1931 nahm das Schiff am 16. Januar 1932 den Liniendienst entlang der Westküste der Vereinigten Staaten nach Hawaii, Samoa, Fidschi, Neuseeland und Australien auf. Die Mariposa war Teil einer als White Fleet bezeichneten Baureihe, der neben der kleineren und älteren Malolo noch die baugleichen Schwesterschiffe Monterey und Lurline angehörten.
Nach dem Eintritt der Vereinigten Staaten in den Zweiten Weltkrieg im Dezember 1941 wurde die Mariposa zum Truppentransporter umgebaut. Das Schiff überstand den Krieg zwar unbeschadet, befand sich nach seiner Rückgabe an die Matson Navigation Company 1946 jedoch in einem schlechten Zustand, weshalb sich die Reederei nach einer Inspektion gegen eine Renovierung entschied. Die Mariposa blieb deshalb die nächsten 7 Jahre aufgelegt, ehe sie mit der italienischen Reederei Home Lines einen neuen Betreiber fand. Im Juli 1953 genehmigte das United States Federal Maritime Board den Verkauf des Schiffes. Der Verkauf der Mariposa ins Ausland war nicht unumstritten: Hoyt S. Haddock, der damalige Geschäftsführer des Maritime Committee of the American Federation of Labor and Congress of Industrial Organizations, bezeichnete den Eigentümerwechsel nach Italien als „unerwünscht und gefährlich“, da hierdurch den Vereinigten Staaten im Krisenfall ein Schiff fehlen würde. Zudem sprach er sich generell gegen den Verkauf von Schiffen unter US-Flagge ins Ausland aus.

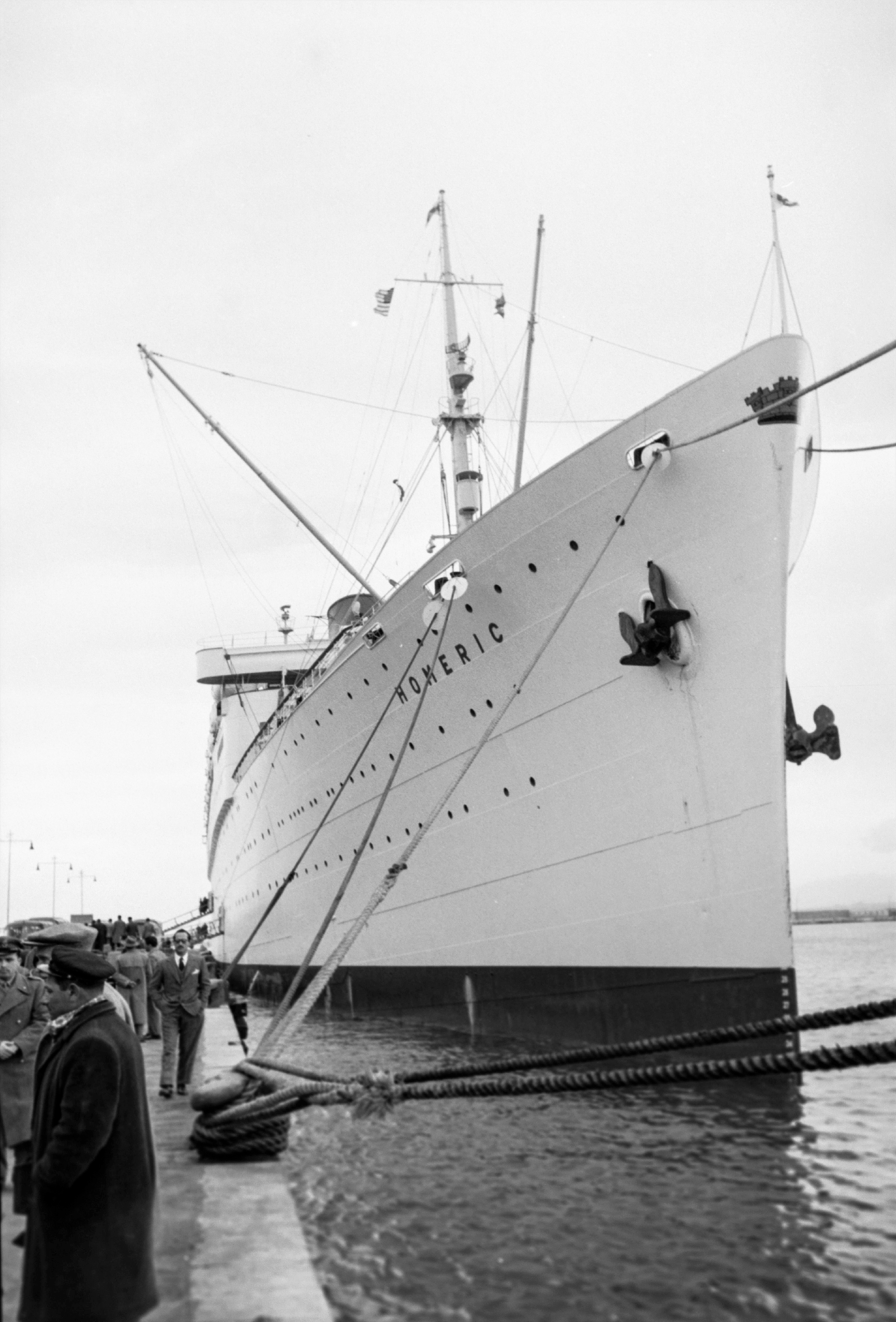
Die Homeric auf ihrer Jungfernfahrt (1955)

Nach einem umfangreichen Umbau in Monfalcone nahm das Schiff am 24. Januar 1955 als Homeric den Transatlantikdienst von Venedig nach New York auf. Fortan fuhr die Homeric sowohl von Italien, als auch von Großbritannien aus die Vereinigten Staaten und ab 1957 auch Kanada an. Während der Wintermonate stand sie zudem als Einklassenschiff für Kreuzfahrten in der Karibik im Einsatz. In späteren Jahren nahmen die Kreuzfahrten aufgrund des unrentabel gewordenen Linienverkehrs eine immer größere Rolle ein.
Am 1. Juli 1973 brach während einer Kreuzfahrt von New York zu den Westindischen Inseln ein Brand in der Kombüse der Homeric aus, der auch beide an Bord befindlichen Speisesäle zerstörte. An Bord befanden sich zum Zeitpunkt des Brandes 640 Passagiere. Die mit 14 Tagen geplante Kreuzfahrt musste abgebrochen werden, das Schiff kehrte nach New York zurück, wo zunächst Reparaturen erfolgen sollten. Aufgrund des Alters des Schiffes von mittlerweile über 40 Jahren und einen größer als zuvor angenommenen Schaden war eine Reparatur jedoch unrentabel. Die Homeric wurde daher zum Abbruch nach Taiwan verkauft und traf am 29. Januar 1974 in der Abwrackwerft von Nan Feng Steel in Kaohsiung ein, wo zur gleichen Zeit auch der Abbruch der Nieuw Amsterdam erfolgte. Ein Teil der Maschinenanlage der Homeric fand auf dem Schwesterschiff Ellinis (ehemals Lurline) Verwendung, da diese im April 1974 einen kapitalen Motorschaden erlitt und Ersatz benötigte.